# رافي بيريتس
رافائيل "رافي" بيريتس ( (بالعبرية: רַפַאֶל "רָפִי" פֶּרֶץ‏) (من مواليد 7 يناير 1956) هو حاخام إسرائيلي أرثوذكسي وسياسي سابق.
كان ضابط عسكري سابق وطيار مروحية شغل أيضًا منصب الحاخام العسكري الأكبر لقوات الدفاع الإسرائيلية، وكان زعيم حزب البيت اليهودي. وكان عضوا في الكنيست عن تحالف "يمينا" حتى انفصل عنه لينضم إلى الحكومة التي يقودها نتنياهو. 
ولد بيرتس في القدس لأبوين من أصل يهودي مغربي .  ونشأ وترعرع في حي كريات هايوفيل في القدس الغربية.
درس في مركز هاراف، ثم في مدرسة يشيفات هاكوتيل؛ ورسم حاخاما من الحاخامية الكبرى لإسرائيل.